# جنوب تهران
جنوب تهران به محله‌های جنوبی شهر تهران گفته می‌شود. این محله‌ها عمدتاً بافتی سنتی دارند و عمدتا از اقشار با درآمد سطح ضعیف شهر هستند. این مناطق که به عنوان محله‌های جنوب تهران از آن‌ها یاد می‌شود، اگرچه وجود امکاناتی چون وسایل حمل و نقل عمومی مثل بی‌آرتی تهران و مترو محله‌های جنوب تهران را به شمال تهران متصل کرده‌است و این نواحی را از منظر سطح رفاه و بهره‌وری و امکانات شهری و آموزشی در سطح تقریباً برابری قرار داده‌است، اما همچنان تفاوت‌های جالب توجهی از فرهنگ ساکنین محله‌های جنوب تهران تا تفاوت در بافت‌های مسکونی در آن‌ها دیده می‌شود.
محله‌های جنوب تهران شامل مناطق                         ۱۵-۱۶-۱۷-۱۸-۱۹-۲۰ هستند. از جملهٔ این محله ها به شوش، راه‌آهن،  دروازه غار،جوادیه، فلاح، نازی‌آباد، کوی سیزده آبان، تختی، نعت‌آباد ، خزانه ، افسریه، اتابک و یافت آباد اشاره کرد.
همچنین در جنوب تهران، دانشگاهی به نام دانشگاه آزاد اسلامی واحد تهران جنوب وجود دارد.